# Даґ Берден
Даґ Берден (англ. Doug Burden, 29 липня 1965) — американський академічний веслувальник.
Срібний призер Олімпійських Ігор 1992 року в складі розпашної четвірки без стернового, бронзовий призер 1988 року в складі вісімки, учасник 1996 року.
Чемпіон світу 1987 року в складі вісімки, бронзовий призер 1986 року в складі розпашної четвірки зі стерновим.